# Ryo Kubota
Ryo Kubota (窪田 良 Kubota Ryo?, Tokio, 8 de abril de 1991) es un futbolista japonés que juega como centrocampista en el Toyama Shinjo.

## Trayectoria

### Clubes
| Club                     | País  | Año       |
| ------------------------ | ----- | --------- |
| Tokushima Vortis         | Japón | 2014-2016 |
| Kataller Toyama (cedido) | Japón | 2016      |
| Kataller Toyama          | Japón | 2017      |
| Ventforet Kofu           | Japón | 2018      |
| Thespakusatsu Gunma      | Japón | 2019      |
| S. C. Sagamihara         | Japón | 2020-2021 |
| Toyama Shinjo            | Japón | 2022-     |